# Stormregion
A Stormregion Szoftverfejlesztő Kft. egy magyar videójáték fejlesztő cég, amelyet 1996 decemberében alapítottak Media Star néven, majd ezt 2001-ben Stormregionre változtatták meg. Ismertebb játékaik közé tartozik a Rush for Berlin és a Codename: Panzers. 2007-ben a céget megvette a német 10tacle Studios AG. Ezután a pénzügyileg instabil 10tacle Studios AG. nem adott fizetést a dolgozóknak 2008 áprilisában, így a Stormregion elvesztette dolgozóit és rákényszerült, hogy bezárja budapesti irodáját.
2006-ban a Stormregion beperelte a Mithis Entertainmentet, azt állítva, hogy a korábbi Stormregion fejlesztők akik kiléptek a cégtől és csatlakoztak a Mithishez, ellopták a Stormregion motor forráskódját.
A "Stormregion" elnevezés hozzávetőleges fordítása a "Viharsarok" kifejezésnek.
2015-ben néhány volt Stormregion alkalmazott (Bajusz Péter, Bánki-Horváth Attila), a S.W.I.N.E. készítői új céget alapítottak, aminek a neve Kite Games Kft., és Budapesten található a székhelye.

## Kiadott játékok
- S.W.I.N.E. (2001)
- Codename: Panzers Phase One (2004)
- Codename: Panzers - Phase Two (2005)
- Rush for Berlin (2006)
  - Rush for the Bomb (2007)
- Codename: Panzers Cold War (2009)
- Mytran Wars (PSP) (2009)